# Chŏllima-1
Die Chŏllima-1 (koreanisch 천리마 1호, „Tausend-Meilen-Pferd“, ein ursprünglich chinesisches Fabeltier) ist eine nordkoreanische orbitale Trägerrakete. Sie wird verwendet, um Kleinsatelliten in eine Erdumlaufbahn zu befördern. Analysen westlicher Fachleute zufolge besteht sie aus drei Stufen, von denen die erste auf der Interkontinentalrakete Hwasong-17 basiert. Als Startplatz dient das Sohae-Satellitenstartgelände in der Provinz P’yŏngan-pukto.

## Geschichte
Die Existenz der Chŏllima-1 wurde erst publik, als die Koreanische Zentrale Nachrichtenagentur im Mai 2023 über einen Startversuch mit dem Aufklärungssatelliten Malligyong-1 berichtete. Die Zündung des Zweitstufentriebwerks sei fehlgeschlagen, sodass die Rakete etwa 200 Kilometer südwestlich der Insel Eocheong ins Gelbe Meer fiel. Auf Satellitenbildern war erkennbar, dass auf dem Sohae-Gelände innerhalb nur eines Monats eine Startvorrichtung für die Rakete aufgebaut worden war.
Auch ein zweiter Versuch im August 2023 mit einem Zweitexemplar von Malligyong-1 scheiterte, diesmal wegen einer Fehlauslösung der Selbstzerstörung während des Flugs der dritten Raketenstufe. Die Trümmer der Stufe stürzten westlich der Philippinen ins Südchinesische Meer.
Beim dritten Startversuch am 21. November 2023 mit einem Drittexemplar des Satelliten explodierte die erste Raketenstufe kurz nach der Stufentrennung. Der Start verlief jedoch erfolgreich, Malligyong-1 erreichte eine sonnensynchrone Umlaufbahn in etwa 500 Kilometern Höhe.

## Startliste
Stand: 28. Februar 2025
| Lfd. Nr. | Datum (UTC)         | Startplatz | Nutzlast                           | Anmerkungen |
| -------- | ------------------- | ---------- | ---------------------------------- | ----------- |
| 1        | 30. Mai 2023 21:27  | Sohae      | Malligyong-1 (Aufklärungssatellit) | Fehlschlag  |
| 2        | 23. Aug. 2023 18:50 | Sohae      | Malligyong-1 (Aufklärungssatellit) | Fehlschlag  |
| 3        | 21. Nov. 2023 13:42 | Sohae      | Malligyong-1 (Aufklärungssatellit) | Erfolg      |